# Ievhèn Lapinski
Ievhèn Lapinski (ucraïnès: Євген Лапинський)  (Kalacheyevsky District, 23 de març de 1942 - Odessa, 29 de setembre de 1999) fou un jugador de voleibol ucraïnès que va competir sota bandera de la Unió Soviètica durant les dècades de 1960 i 1970.
El 1968 va prendre part en els Jocs Olímpics d'Estiu de Ciutat de Mèxic, on va guanyar la medalla d'or en la competició de voleibol. Quatre anys més tard, als Jocs de Munic, guanyà la medalla de bronze en la mateixa competició.
En el seu palmarès també destaca una medalla de bronze al Campionat del Món de voleibol de 1966, dues medalles d'or al Campionat d'Europa de voleibol (1967 i 1971) i una medalla d'or a les Universíades de 1965. A nivell de clubs va jugar al Burevestnik Odessa, amb qui guanyà la copa soviètica de 1976. Abans, el 1965, guanyà la lliga soviètica amb l'equip nacional de l'RSS d'Ucraïna. Va ser reconegut com el millor jugador de voleibol d'Odessa del segle xx.